# NGC 1274
NGC 1274 (również PGC 12413) – galaktyka soczewkowata (SB0?), znajdująca się w gwiazdozbiorze Perseusza. Została odkryta 4 grudnia 1875 roku przez Lawrence’a Parsonsa. Galaktyka ta należy do Gromady w Perseuszu.